# Johan Fredin-Knutzén
Johan Fredin-Knutzén, född 21 november 1982 i Hägersten, Stockholm, Sverige, är en dokumentärfotograf och psykolog som fotograferat Stockholms tunnelbana ur tunnelperspektiv. Gav 2007 ut boken I stadens spår - Fotografier från Stockholms tunnelbana".
Gav 2009 ut boken Stockholm Arlanda Airport.
Sommaren 2013 dokumenterade han Beckomberga sjukhus tillsammans med Riksbyggen inför ombyggnationen till bostäder. Dessa fotografier utgjorde den sista separatutställningen på Stockholms stadsmuseum innan museet stängde för renovering i januari 2015.